# Jaden Montnor
Jaden Montnor (Amsterdam, 9 augustus 2002) is een Nederlands-Surinaams voetballer die doorgaans als aanvaller speelt. Hij komt uit voor Aris Limasol.

## Clubcarrière
Montnor begon met voetballen bij AVV Zeeburgia en doorliep de jeugdopleidingen van FC Utrecht en AZ, waarna hij nog een jaar bij Zeeburgia speelde. In 2020 speelde hij een jaar voor Jong Almere. In 2021 maakte hij de overstap naar het Oostenrijkse SKN Sankt Pölten, waar hij eerst een jaar bij het tweede elftal speelde. Hij scoorde dat seizoen 17 keer in 19 wedstrijden, waardoor hij mocht aansluiten bij het eerste team. Ook hier scoorde hij acht keer in 32 wedstrijden.
Medio 2023 verkaste Montnor naar Aris Limasol uit Cyprus. Hij won met de club de Superbeker bij zijn debuut tegen Omonia Nicosia (2-0). Ook speelde hij kwalificatiewedstrijden voor de UEFA Champions League en UEFA Europa League. Hij scoorde op het hoogste toneel tegen FK BATE Barysaw (6-2). Hij speelde de groepsfase van de Europa League tegen Rangers FC, Real Betis en Sparta Praag.

## Interlandcarrière
Op 24 maart 2024 debuteerde Montnor voor het Surinaams voetbalelftal, in een vriendschappelijke interland tegen Martinique. In de kwalificatie voor het WK 2026 scoorde hij zijn eerste doelpunt tegen Saint Vincent en de Grenadines (4-1). Op 7 juni 2025 scoorde hij de winnende tegen Puerto Rico (1-0).
| Interlands van Jaden Montnor voor Suriname | Interlands van Jaden Montnor voor Suriname | Interlands van Jaden Montnor voor Suriname | Interlands van Jaden Montnor voor Suriname | Interlands van Jaden Montnor voor Suriname | Interlands van Jaden Montnor voor Suriname |
| №                                          | Datum                                      | Wedstrijd                                  | Uitslag                                    | Competitie                                 | Goals                                      |
| ------------------------------------------ | ------------------------------------------ | ------------------------------------------ | ------------------------------------------ | ------------------------------------------ | ------------------------------------------ |
| 1                                          | 24 maart 2024                              | Suriname – Martinique                      | 1 – 1                                      | Vriendschappelijk                          | 0                                          |
| 2                                          | 5 juni 2024                                | Suriname – Saint Vincent en de Grenadines  | 4 – 1                                      | WK 2026 (kwalificatie)                     | 1                                          |
| 3                                          | 8 juni 2024                                | Anguilla – Suriname                        | 0 – 4                                      | WK 2026 (kwalificatie)                     | 0                                          |
| 4                                          | 5 juli 2024                                | Guyana – Suriname                          | 1 – 3                                      | CONCACAF Nations League                    | 1                                          |
| 5                                          | 9 juli 2024                                | Guadeloupe – Suriname                      | 1 - 0                                      | CONCACAF Nations League                    | 0                                          |
| 6                                          | 16 oktober 2024                            | Suriname – Guyana                          | 5 – 1                                      | CONCACAF Nations League                    | 0                                          |
| 7                                          | 21 maart 2025                              | Suriname – Martinique                      | 1 – 0                                      | Gold Cup 2025 (kwalificatie)               | 0                                          |
| 8                                          | 26 maart 2025                              | Martinique – Suriname                      | 0 – 1                                      | Gold Cup 2025 (kwalificatie)               | 0                                          |
| 9                                          | 7 juni 2025                                | Suriname – Puerto Rico                     | 1 – 0                                      | WK 2026 (kwalificatie)                     | 1                                          |

## Persoonlijk
Montnor is een zoon van Marcel Oerlemans.

## Statistieken
| Seizoen | Club                 | Competitie | Competitie | Competitie | Beker | Beker | Overig | Overig | Totaal | Totaal |
| Seizoen | Club                 | Competitie | Wed.       | Dlp.       | Wed.  | Dlp.  | Wed.   | Dlp.   | Wed.   | Dlp.   |
| ------- | -------------------- | ---------- | ---------- | ---------- | ----- | ----- | ------ | ------ | ------ | ------ |
| 2021/22 | Sankt Pölten Juniors | Landesliga | 19         | 17         | 0     | 0     | 0      | 0      | 19     | 17     |
| 2021/22 | SKN Sankt Pölten     | 2. Liga    | 4          | 0          | 0     | 0     | 0      | 0      | 4      | 0      |
| 2022/23 | SKN Sankt Pölten     | 2. Liga    | 28         | 8          | 2     | 0     | 0      | 0      | 30     | 8      |
| 2023/24 | Aris Limasol         | A Divizion | 33         | 8          | 5     | 1     | 11     | 1      | 49     | 10     |
| 2024/25 | Aris Limasol         | A Divizion | 31         | 5          | 2     | 2     | 0      | 0      | 33     | 7      |
| Totaal  | Totaal               | Totaal     | 115        | 38         | 9     | 3     | 11     | 1      | 135    | 42     |

Bijgewerkt op 7 juni 2025.

## Erelijst
Aris Limasol
- Superbeker (1x): 2023/24